# Herb Tarnobrzega
Herb Tarnobrzega – jeden z symboli miasta Tarnobrzeg w postaci herbu.

## Wygląd i symbolika

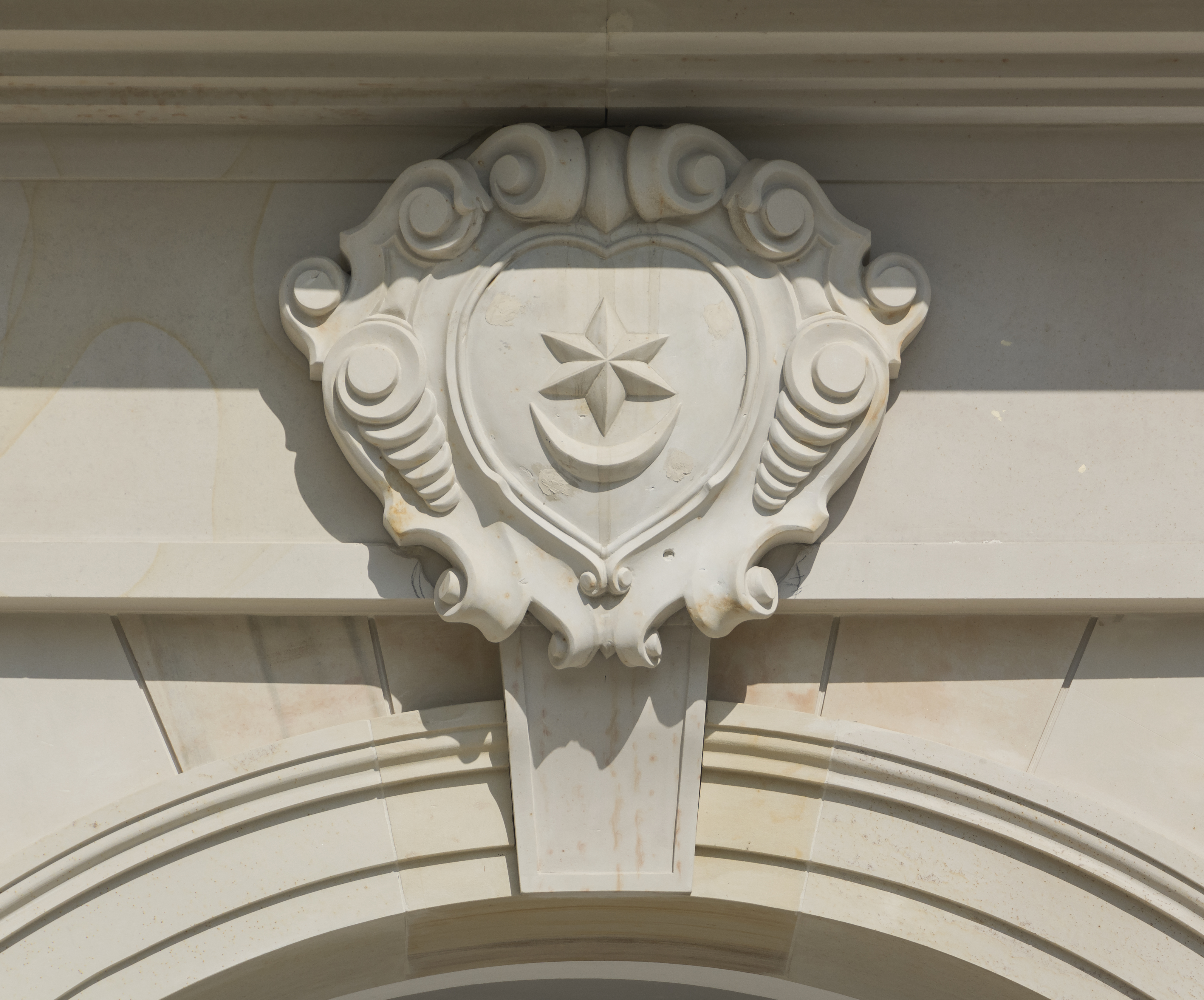
Herb Tarnobrzega na Pałacu Tarnowskich

Herb przedstawia w błękitnym polu, ułożone w słup złotą sześcioramienną gwiazdę ponad złotym półksiężycem otwartym ku górze. Jest to herb szlachecki Leliwa.